# 峨眉润楠
峨眉润楠（学名：Machilus microcarpa var. omeiensis）为樟科润楠属下的一个变种。

## 扩展阅读
- 維基物種上的相關：峨眉润楠